# Esculétine
Ne doit pas être confondu avec esculine ou escine.
L'esculétine, esculétol, cichorigénine ou 6,7-dihydroxycoumarine est un composé aromatique de la famille de coumarines de formule C9H6O4. Comme le autres coumarines, elle est produite par certaines plantes par cyclisation interne de dérivés de l'acide cinnamique.
Elle est présente dans de nombreuses plantes, notamment le qingpi (Cortex Fraxini), une plante utilisée en médecine traditionnelle chinoise, mais rarement sous sa forme aglycone ; elle se rencontre bien plus fréquemment sous la forme d'hétérosides, en particulier l'esculine (esculétine 6-β-D-glucoside) – présente dans diverses espèces du genre Aesculus (Aesculus hippocastanum, Aesculus californica) ou dans la chicorée – ou de sels de l'acide caféique.
Elle forme un complexe noir en présence de citrate de fer.